# Женская сборная Малайзии по кабадди
Женская национальная сборная Малайзии по кабадди — представляет Малайзию на международных соревнованиях по кабадди. Управляющей организацией является Ассоциация кабадди Малайзии (англ. Kabaddi Association of Malaysia).

## Результаты выступлений

### Азиатские игры
| Год        | Победы         | Ничьи          | Поражения      | Место          |
| ---------- | -------------- | -------------- | -------------- | -------------- |
| 2010       | 0              | 0              | 3              | 7              |
| 2014—н. в. | не участвовали | не участвовали | не участвовали | не участвовали |